# Mian Faruq Shah
Mian Faruq Shah (* 3. Juni 1907 in Nowshera, Britisch-Indien, heute Pakistan; † unbekannt) war ein afghanischer Hockeyspieler indischer Abstammung.
Mian Faruq Shah studierte an der University of Reading Landwirtschaft. 1931 erwarb er einen britischen Pilotenschein. Er änderte seine Staatsbürgerschaft und nahm als Vizekapitän der afghanischen Hockeynationalmannschaft an den Olympischen Spielen 1936 in Berlin teil. Die Mannschaft beendete ihre Vorrundengruppe auf dem zweiten Platz. Dies reichte jedoch nicht zur Qualifikation für das Halbfinale. In der Trostrunde, die jedoch keinen Einfluss mehr auf die Endplatzierung hatte, gewann Afghanistan seine beiden Spiele gegen Belgien (4:1) und die Vereinigten Staaten (3:0).
Nach der Unabhängigkeit Pakistans kehrte Shah dorthin zurück und lebte auf einer Farm in der Nähe von Peshawar.